# Banff (Aberdeenshire)
Banff (ˈbænf) tengerparti település Északkelet-Skóciában, mely Aberdeenshire  tanácsi kerületének Banff and Buchan területi bizottságához tartozik. Banff a Banff-öbölben fekszik, a Deveron folyó (korábbi írásmód: Doveran) torkolata fölött Macduff településsel néz farkasszemet. Banff korábban burgh rangban állt, és az 1975-ös közigazgatási átalakításig  Banffshire megye székhelye (county town) volt.

## Etimológia
A település nevének eredete bizonytalan; származhat a skót gael banbh („disznó”,  óír nyelven banb „szopós malac”) vagy buinne („folyam”) szóból, netán a „Bean-naomh” összerántásából, ami a (város címerén is látható) szent asszonyra utalna. William J. Watson szerint „igaz, hogy Banffot Banb néven említi a Book of Deer és a modern gaelben is egy szótagos: Banbh. Másrészről, banbh, azaz szopós malac nevet adni egy helynek vagy körzetnek, nem megfelelő, azt is mondhatnánk, lehetetlen.”

## Története
Banff első várát a viking hódítók visszaverésének céljával építették. Egy 1163-as okirat tanúsága szerint a Dunkeld-házból származó IV. Malcolm skót király, I. Dávid unokája élt ott ebben az időben. Akkoriban a város forgalmas kereskedelmi központ volt az észak-skót burghok „szabad hanzájában”, annak ellenére, hogy saját kikötővel egész 1775-ig nem rendelkezett. Banff első feljegyzett „sheriffe” Richard de Strathewan volt 1264-ben. A Stuart-házba tartozó  II. Róbert 1372-ben Royal Burgh státust adományozott a településnek.
A 15. századra Banff egyike volt a három városnak, Aberdeennel és Montrose-szal, mely a legtöbb lazacot szállította a kontinentális Európa piacaira.
A Pallas nagy lexikona szerint 1890-ben 7578 lakosa volt, akik jobbára halászattal, vitorlavászon- és kötélgyártással foglalkoztak.
A városban és környékén jellemzően az északkeleti, „dór” skót nyelvjárást és az angolt beszélik.

## Látványosságai
A jelenkori Banffban található egy golfpálya (Duff House Royal), és vannak strandjai is. A város határában működött a Colleonard szoborpark, ami azóta Aviemore-ba költözött. A szomszédos Macduffal közös helyszíneken tartják minden május utolsó, bankszünnap-hétfőhöz kapcsolódó hétvégéjén a COAST művészeti fesztivált.
Számos történelmi épület képezi részét Skócia egyik legjobban megőrzött városképének, köztük a korábbi banffi királyi kastély romjai, egy a reformáció előtti piaci kereszt („mercat cross”), egy szép városháza (tolbooth), korabeli városi lakóépületek és az 1824-ben alapított helytörténeti múzeum, melynek 1902 óta az  Andrew Carnegie által adományozott High Street-i épület ad otthont. A közelében helyezkedik el a Duff House, amit William Adam tervezett 1730-ban. Lásd #Duff House.
A terület turizmusához a közelben lévő falvak is hozzájárulnak, különösen  Gardenstown és Pennan. Nyáron üzemel a banffi turisztikai információs központ; hangos útikönyvei betekintést nyújtanak a város történetébe és építészeti emlékeibe.
Bár kereskedelmi kikötőként már nem üzemel, a révet 2006 második felében átépítették, vitorláskikötője a szabadidős forgalom mellett kisebb halászhajókat is kiszolgál. Az új marina csak az átlagos alacsony vízszint után 3 órával hozzáférhető az erős és gyors eliszaposodás miatt.
A kanadai Alberta tartományban található, nemzeti parkjáról híres Banff is a skóciai Banff városról kapta nevét.

### Banff Castle
A Banff közelében található Banff Castle, ami egy középkori földvár (motte-and-bailey castle) romjaira épült. A földvárat a Comyn vagy Cumming klánból származói Buchan grófja a 12. században építtette és használta. A várat meglátogatta I. Eduárd angol király 1296-ban, továbbá 1298-ban, miután a skót függetlenségi háborúk falkirki csatájában legyőzte William Wallace-t. Angol seregeket szállásoltak itt el, míg 1310-ben a skótok el nem foglalták. A Sharpok tulajdonába került, 1722-ben adták el Lord Ogilvy of Deskfordnak. Ezután a Russelek kezei közé jutott.
1750-ben John Adam épített a területen udvarházat. A kapunál lévő épület (gate lodges) 1780-ban épült. Egészen 1820-ig az udvarház mellett meghagyták a régi várat, ekkor lerombolták és csak az északi és keleti függönyfalak, az árok, a sánc, valamint az árokba nyúló várfolyosó maradt meg belőle.
Jelenleg Banff és a környező térség közösségi és kiállítóhelyeként működik.

### Duff House

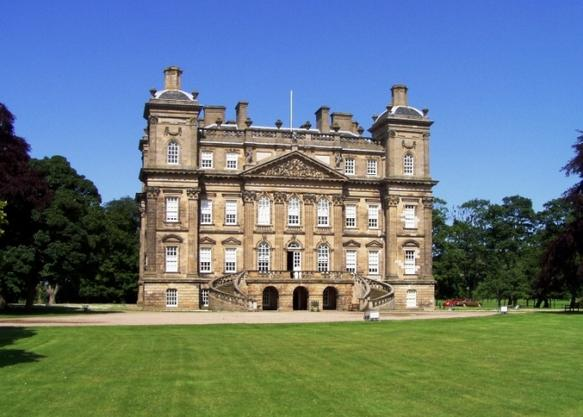
Duff House

Banff külterületén, a Deveron völgyében található a William Adam által tervezett, 1735-40 között épült, György-korabeli, mintegy ötvenszobás Duff House. Bár az alapkő letételétől öt éven belül elkészült, belső tere csak egy évszázad múltán nyerte el végső formáját. Adam mesterművei közé tartozik, Skócia legszebb klasszikus épületei egyikének tartják. William Duff of Braco számára épült, aki 1759-ben Fife grófja lett, de maga soha nem lakott benne.
A 20. században működött rangos szállodaként, szanatóriumként és hadifogoly-táborként egyaránt. A Skót Nemzeti Galéria külső gyűjteményeként 1995 óta nyitott a nagyközönség számára. Művészeti programokat tartanak itt, írók és képzőművészek bázisaként is működik.

### Wrack Woods
A Duff House-tól kevéssel délre járható be a Wrack Woods nevű terület. Található itt egy régi jégház, egy mauzóleum és a Deveron folyón átívelő, félreeső Bridge of Alvah (Alvah hídja).

#### Alvah hídja
A Fife hercege által 1771-1773 között építtetett egynyílású, szegmentált ívű kőhíd a nyugati felépítményben egy kis szobát is rejt magában. Mészhabarccsal bevont, majd meszes vízzel fröcskölt (sneck-harled), terméskővel és törmelékkel burkolt parapet. A falfestményekkel díszített szoba belsejében hegyes hordóboltozat és kandalló, nyílásai boltívesek, hegyesek: az ajtó északra, az ablak délre nyílik. „A” kategóriás építmény

### Banff hídja

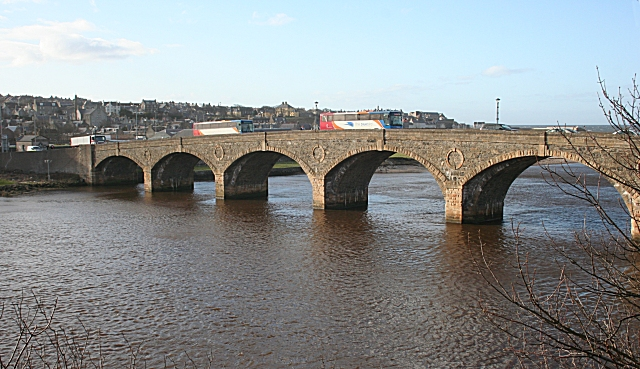

Banffot és a szomszédos Macduffot a Deveron folyó völgye választja el egymástól. A szeszélyes folyó korábbi, 1765-ben épült hídját 1768-ban elvitte a folyó. Helyette visszahozták a korábbi kompot, míg az 1773-as árvíz el nem vitte azt is.
A Deveront a John Smeaton tervezésében 1772-1779 között épült, elegáns, hétnyílású, felsőpályás ívhídjával sikerült megzabolázni. Smeaton harmadik hídjaként szerkezetében, kialakításában emlékeztet a Coldstreamben és Perthben épült előző kettőre, bár ívei kisebbek. A közeli kőfejtőből származó anyagok felhasználásával készült falazott híd egyes ívei 134 fokosak, 15,2 métert fognak át. Építésekor a korlátok között 5,5 méter széles utat hagytak. Smeaton nagyobb hídjaira jellemzően a tömeg nagy része a hídalapban összpontosul, az ívek felett pedig a híd üreges, csak felfalazás van. Ez a technika lehetővé tette az ívek vastagságának csökkentését – mindössze 60 cm-esre – így spórolva az anyagköltségeken. A homlokív feletti kitöltéseket fekete kőtörmelékből álló, szemekre utaló, körforma motívumok (oculus, tsz. oculi) díszítették. A kőpillérek építésekor faanyagból épített közgátakkal tartották távol a vizet a munkaterülettől. A pillérek rövid facölöpök felhasználásával, cölöpalapozással készültek, kőtörmelékhalmok védik őket a kimosódástól.
1881-ben a hidat John Willet mérnök irányításával kiszélesítették. A mellvédeket eltávolították és mindkét oldalt nagyobb sugarú, szegmentált ívekkel bővítették. A mellvédek és az oculi díszítések visszakerültek, bár utóbbiak megkülönböztető fekete színét lecserélték.
2009 februárjában Banff és Macduff közösségi tanácsának döntésére a híd „építészeti megvilágítást” kapott: a híd minden sarkáról három energiatakarékos, vékony sugárzású fényvető világítja meg a szerkezet alsó részét. A fények az utcai világítással együtt kapcsolódnak be, és éjfélkor kialszanak.
A híd építésztörténeti fontossága miatt „A” kategóriás építményként van nyilvántartva. Az A98-as főút megy át rajta, általában nagy rajta a forgalom.

## Tömegközlekedése
Banff vasútállomását régen bezárták, a városból 11 buszjárat vehető igénybe.

## Vasút

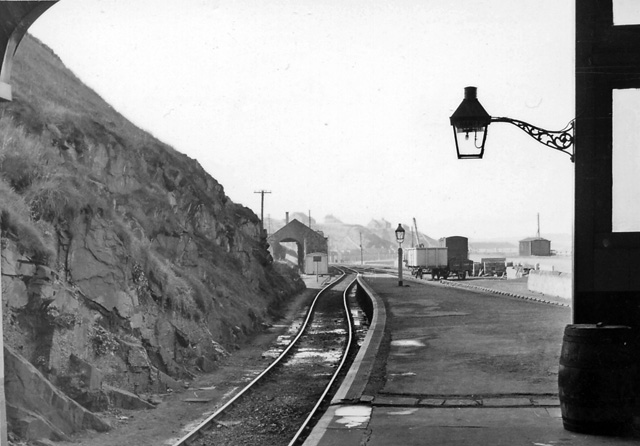
A Banff Bridge állomás (GNoS vonal) 1961-ben

Banffnak valamikor két független vasútvona is volt. 1857-től a Banff, Portsoy and Strathisla Railway (BPSR) közlekedett a Banff Harbour állomásig, 1860-tól jártak a Great North of Scotland Railway (GNSR) szerelvényei a várostól csaknem egy mérföldre lévő Banff & Macduff állomásig közlekedtek. A GNSR később átvedte a régebbi BPSR-vonal üzemeltetését, majd tulajdonjogát is.
1872-ben a Banff & Macduff állomás vonalán a városközponthoz közelebbi állomásokat nyitottak; a Banff és Macduff közti hídhoz közeli, Macduff oldalán található Banff Bridge állomást, a vonalat pedig a Macduff railway stationig bővítették. Az eredeti Banff & Macduff állomást 1872. július 1-jén zárták be.
Banff vasútvonalai megszenvedték a 20. század közepi vasútbezárásokat, a Banff Bridge állomást 1961 végén, a Banff Harbour állomást (amit 1928-tól csak Banffnak hívtak) 1964. július 6-ával szüntették meg.